# 棒果木科
棒果木科（学名：Corynocarpus）是葫芦目中的一个科，只有1属5-6种，分布在新几内亚、新西兰和澳大利亚东部。

## 分布
棒果木科植物本来出产于新几内亚、瓦努阿图、新喀里多尼亞、澳大利亚昆士蘭州和新西兰。夏威夷的是被人带到那里去的。

## 描述
本科植物为常绿乔木或灌木，除果肉外其它所有部位均非常有毒。单叶互生，革质，全缘，叶柄内有托叶。
花小，辐射对称，异性同花，丛生在花梗上，花瓣五。
果实为核果，果内只有一枚核。
果实含有黄酮类和苦的葡萄糖苷。

## 分类
棒果木科有一属，五个中、两个亚种（或者六个种）：
- （毛利果）

1981年的克朗奎斯特分类法将本科分入卫矛目，1998年根据基因亲缘关系分类的APG 分类法将其列入葫芦目。

## 应用
毛利果的果实可生食，味道如过熟的桃子。核有剧毒，但是毛利人通过多个步骤的加工后用它磨的麵粉来烤麵包。种子含11%的蛋白质和58%的碳氢化合物。叶被毛利人用来医治创伤。白色的木头可燃，毛利人用它来制船。从这种植物中可以提取一种杀虫剂。